# OE 32
OE 32 är en segelbåt, konstruerad 1971 av Olle Enderlein.

## Historia
Typen konstruerades 1969. Första båt levererades sommaren 1973. Skroven byggdes av sina ägare under sakkunnig ledning.